# 巴尔瓦迪略德尔佩斯
巴尔瓦迪略德尔佩斯，是西班牙卡斯蒂利亚-莱昂布尔戈斯省的一个市镇。总面积22平方公里，总人口63人（2001年），人口密度3人/平方公里。